# Lorenzo Ghiglini
Lorenzo Ghiglini (Arenzano, 7 febbraio 1803 – Genova, 29 novembre 1873) è stato un politico italiano.